# Castello di Whittington
Il Castello di Whittington è un castello nel nord dello Shropshire, Inghilterra, di proprietà e gestito dal Whittington Castle Preservation Fund. Il castello era originariamente un castello a motta castrale, ma questo è stato sostituito nel XIII secolo da uno con edifici intorno a un cortile la cui parete esterna era a muro di cortina. Castello delle Marche gallesi, è stato costruito al confine tra Galles e Inghilterra molto vicino allo storico forte di Old Oswestry.
Whittington Castle risiede in una proprietà di 12 acri (49.000 m2) nel villaggio di Whittington, nel distretto del North Shropshire, confina con Castle Road.
Nel 2003, Peter Brown e Peter King nell'indagine storica e archeologica scoprono che l'esterno del castello era circondato dall'acqua nel XIV secolo e con due elaborati giardini. Questa scoperta fu significativa in quanto dimostrò lo stato avanzato (rispetto ai castelli francese o del fiammingo) delle abitudini di giardinaggio degl'inglesi. Il giardino "sontuoso" è stato installato dalla famiglia FitzWarin. Il tumulo panoramico al centro potrebbe essere il più antico del suo tipo mai scoperto in Inghilterra.

## Storia

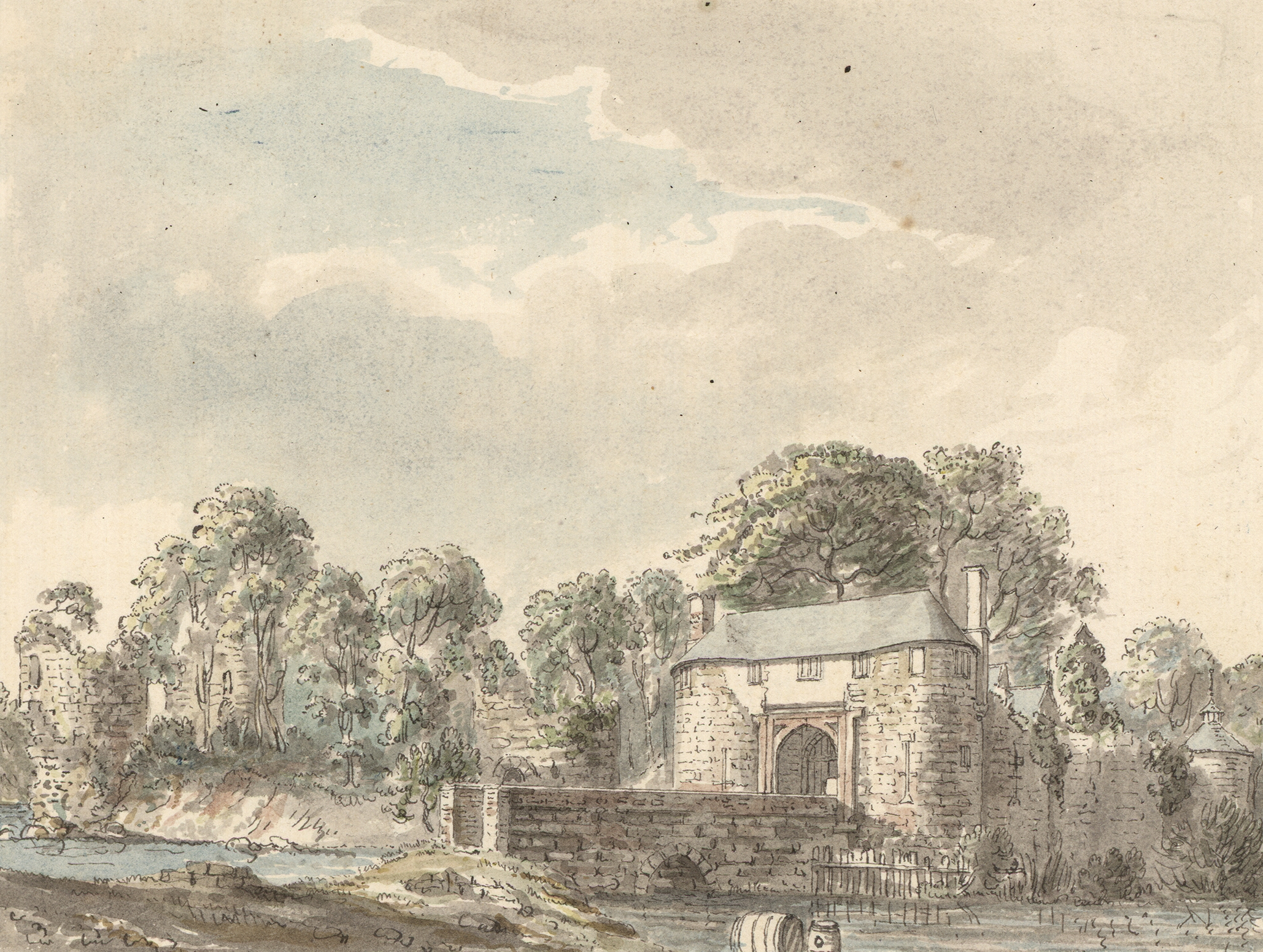
Whittington Castle c.1778

Il castello di Whittington potrebbe essere stato fondato come casa padronale normanna,anche se non ci sono prove. Il sito fu fortificato come castello per Guglielmo Peverel, nel 1138, in supporto dell'imperatrice Matilde, figlia di Enrico I contro re Stefano, nipote di re Enrico I, e pretendente al trono durante l'anarchia. Nel 1149, la signoria di Whittington, come Oswestry, fu annessada Madog ap Maredudd e divenne parte del Regno del Powys fino alla morte di Madog nel 1160.
Nel 1165 Enrico II conferì il castello a Ruggero del Powys, al quale diede fondi per la sua riparazione nel 1173 circa. Roger fu seguito da suo figlio Meurig (o Maurice), e dal nipote Werennoc, rivali di Folco I FitzWarin (che apparentemente rivendicò le sue terre) le sue proprietà non furono riconosciuta fino al 1204, portandolo a ribellarsi contro re Giovanni. FitzWarin fu perdonato, e gli fu dato il castello e la signoria di Whittington, senza includere il castello di Overton. Il castello quindi rimane alla famiglia FitzWarin, chiamati Folci, fino alla morte di Folco XI nel 1420.

## Leggenda
Una delle leggende più importanti che riguarda il Castello di Whittington, riguarda il Calice Mariano, pensato da alcuni come il Santo Graal. Secondo questa leggenda, Sir Fulk FitzWarin, pronipote di Payne Peverel(imparentato con Garnier de Traînel) era uno dei guardiani del Graal e di Re Artù. Una storia del XIII secolo afferma che il Graal era conservato in una cappella privata del castello quando Sir Foulk era lì. Lo stemma di Fulk FitzWarin è appeso sopra l'arco del castello.
Il romanzo di Fitz Warin, la leggenda di Robin Hood.
Si sostiene anche che il castello facesse parte della signoria di un nobile gallese chiamato Tudur Trefor o Tudor Trevor sia nei Maelors (cioè Maelor Saesneg e Maelor Gymraeg). Sebbene suo padre Rhys Sais detenesse il primo, il resto sembra essere un'invenzione di Lewis Dwnn nel 1846.